# Candelario
Candelario – gmina w Hiszpanii, w prowincji Salamanka, w Kastylii i León, o powierzchni 60,17 km². W 2011 roku gmina liczyła 1005 mieszkańców.